# Xylopia excellens
Xylopia excellens este o specie de plante angiosperme din genul Xylopia, familia Annonaceae, descrisă de Robert Elias Fries. Conform Catalogue of Life specia Xylopia excellens nu are subspecii cunoscute.